# Moreiras
Moreiras ist eine Gemeinde (Freguesia) im portugiesischen Kreis Chaves. In ihr leben 216 Einwohner (Stand 19. April 2021).